# Madison Nguyễn
Madison Nguyễn (tên tiếng Anh: Madison Pham-Nguyen; sinh năm 1975) là một chính trị gia của Hoa Kỳ từ California. Cô hiện là phó thị trưởng thành phố San Jose, California, làm việc trong Hội đồng thành phố kể từ tháng 9 năm 2005, đại diện cho khu vực 7. Cô là người Mỹ gốc Việt đầu tiên được bầu vào hội đồng thành phố, cũng được coi là một trong những quan chức cấp cao nhất của người Việt Nam được bầu cử tại Hoa Kỳ.

## Cuộc sống thời ấu thơ
Nguyên tên Việt Nam của cô là Nguyễn-Phạm Phượng-Tú, sinh năm 1975 tại Nha Trang, Việt Nam. Cô là con thứ 5 trong gia đình có chín người con. Cha cô, Nguyễn Nho, là một ngư dân và mẹ cô tên Đặng. Cô và gia đình vượt biên khỏi Việt Nam bằng thuyền, khi đó cô mới chỉ 4 tuổi. Ban đầu gia đình cô được tái định cư ở một trại tị nạn ở Philippines cho đến khi một gia đình theo Giáo hội Luther ở Scottsdale, Arizona, tài trợ cho họ để đến Hoa Kỳ đầu những năm 1980. Cha cô làm việc gác cổng, nhận được tiền lương $10/hour để nuôi vợ và 9 người con. Cuối cùng, ông chuyển cả gia đình tới Modesto, California để tìm kiếm mức lương cao hơn từ công việc hái hoa quả trong các thung lũng Central Valley; Madison đã làm việc cùng ông trên các cánh đồng khi cha cô còn trai tráng.
Nguyễn nói rằng, cô thẳng thắn hơn so với hầu hết các cô gái cùng văn hóa của mình, đồng nghiệp người Mỹ gốc Á thường nhạo báng gọi cô là "quả chuối", vàng bên ngoài nhưng trắng bên trong. Cô mang quốc tịch Hoa Kỳ vào khoảng 18 tuổi, chọn tên "Madison". Trong nhiều nguồn khác nhau, cô đã tuyên bố rằng cô chọn tên này là do cố Tổng thống James Madison hay Daryl Hannah, nhân vật trong bộ phim Splash, cô cảm thấy nó phản ánh được mong muốn của mình bằng cảm nhận sự tinh tế. Cô tiếp tục học và nhận được bằng Cử nhân nghệ thuật trong lịch sử từ Đại học California, Santa Cruz và bằng thạc sĩ Khoa học Xã hội từ Đại học Chicago. Năm 2000 cô trở về California để theo đuổi bằng tiến sĩ xã hội học tại Đại học UC Santa Cruz.

## Sự nghiệp chính trị

### Hội đồng quản trị trường học
Vào năm 2001 Nguyễn bắt đầu trở nên tham gia nhiều hơn chính trị, trong khi làm việc như một giảng viên xã hội học tại trường Cao đẳng Cộng đồng De Anza; lấy cảm hứng chiến dịch từ MTV "Rock the Vote. Cô và một đồng nghiệp đã tổ chức một giao ước cử tri mà trong đó 5.500 gốc Việt đăng ký bỏ phiếu lần đầu tiên. Sau đó cô tranh cử vào một vị trí Ủy viên Giáo dục học khu Franklin Mckinley hội đồng giáo dục khu học chánh, hy vọng rằng vị trí bầu cử của cô sẽ giúp đỡ để giảm bớt sự nghi ngờ là người Mỹ gốc Việt, cộng đồng thường được chứng minh về khuynh hướng chính trị. Chiến thắng của cô khiến cô trở thành một trong hai quan chức đầu tiên gốc Việt hội đồng quản trị trường trong toàn bộ Hoa Kỳ, còn người kia là Lan Nguyễn của Garden Grove, một thành phố ở miền nam quận Cam, tiểu bang California. Tuy nhiên, cô đã tổ chức các cuộc biểu tình hỗ trợ Trần Thị Bích Câu, một người phụ nữ gốc Việt bị cảnh sát San Jose bắn chết, nên cô đã đứng đầu trong tâm trí của người dân trong cộng đồng người Mỹ gốc Việt. Nguyễn cảm thấy vụ việc đã bị bỏ qua bởi công chúng và các phương tiện truyền thông, tổ chức một cuộc biểu tình với 250 người tham gia. Vào thời điểm đó, cô phủ nhận có bất kỳ nguyện vọng chính trị lớn hơn, và nhấn mạnh rằng mục đích của cô là trở thành một giáo sư tại một trường đại học khu vực.